# Georg Hoffmann (Theologe)

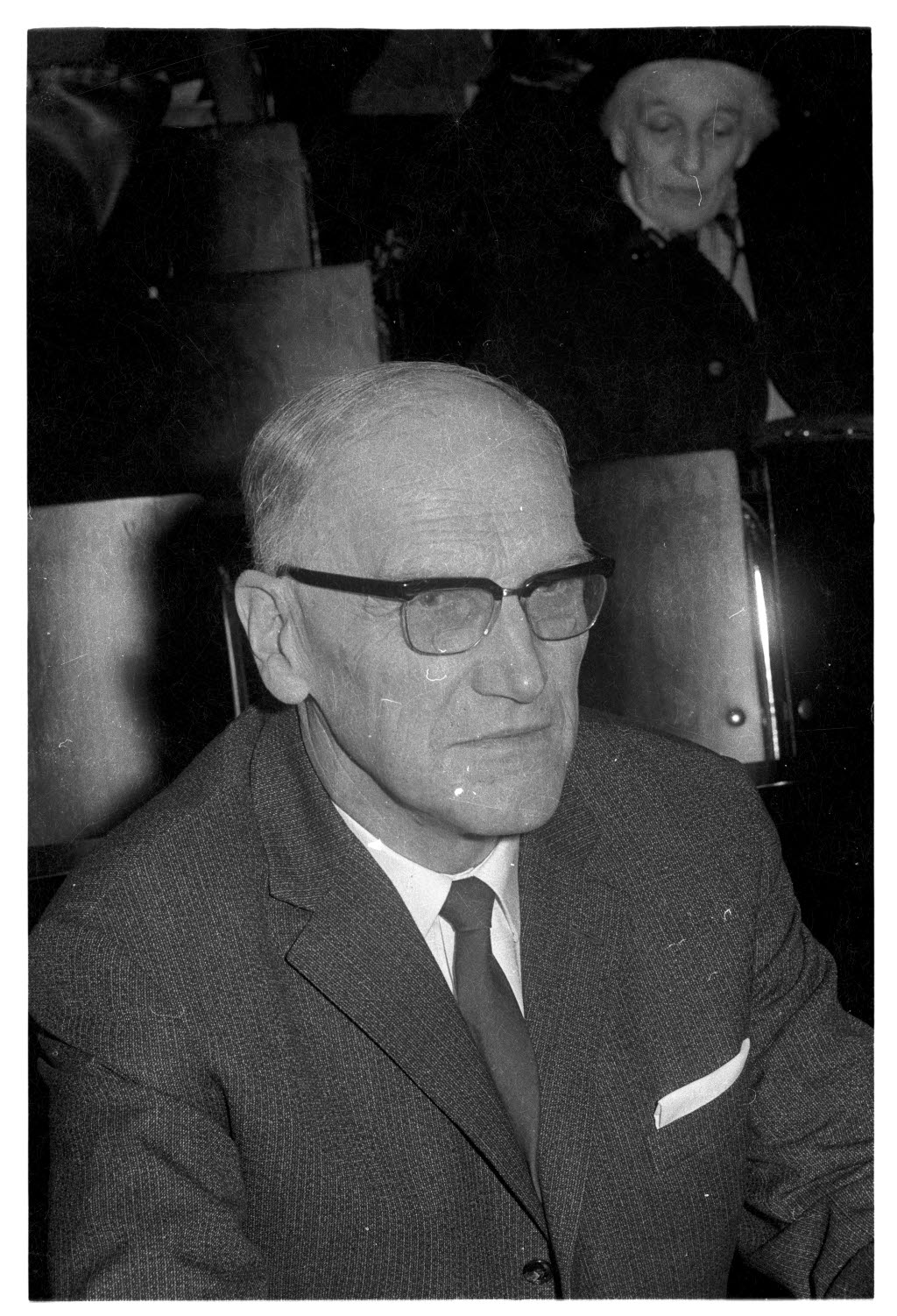
Georg Hoffmann (1966)

Georg Theodor Hoffmann (* 2. März 1902 in Luzk, Wolhynien, Russisches Kaiserreich; † 21. August 1988 in Kiel) war ein deutscher evangelisch-lutherischer Theologe sowie Hochschullehrer.

## Leben
Der aus Wolhynien gebürtige Hoffmann studierte nach Absolvierung der Ritter- und Domschule zu Reval Evangelische Theologie an den Universitäten Göttingen und Marburg. 1929 erfolgte in Göttingen seine Promotion zum Lic. theol. Hoffmann wurde 1926 als evangelischer Pfarrer in Duderstadt eingesetzt, wechselte im Anschluss nach Lewe-Liebenburg bei Goslar, bevor er 1932 zum Göttinger Studentenpfarrer bestellt wurde. 1934 übernahm er das Pastorenamt der St.-Martini-Kirchengemeinde in Dransfeld, 1942 übersiedelte er in den Funktionen des Superintendenten und ersten Dompredigers nach Verden an der Aller. Nach dem Zweiten Weltkrieg wurde Hoffmann zuerst als nebenamtlicher, 1952 als hauptamtlicher Rektor am Pastoralkolleg der Hannoverschen Landeskirche in Loccum eingesetzt, 1956 schied er aus diesem Amt aus.
Hoffmann habilitierte sich 1932 als Privatdozent für Systematische Theologie an der Universität Göttingen (Das Abendmahl als Mahl der Kirche), an der er bis 1941 Vorlesungen hielt. 1956 folgte Hoffmann dem Ruf auf die ordentliche Professur für Praktische Theologie an die Universität Kiel, wo er auch das Amt des Universitätspredigers bekleidete. Im Studienjahr 1964/65 hatte er das Rektorat inne, 1970 wurde er emeritiert. Darüber hinaus wirkte er als Mitglied verschiedener Ausschüsse und Synoden im Bereich seiner Landeskirche, der EKD und der VELKD. Er legte den Fokus seiner Forschungen auf die Theologiegeschichte des älteren Luthertums, die Gottesdienstlehre und auf die Grenzgebiete zwischen Theologie und Kirchenrecht.
Der 1957 mit einem theologischen Ehrendoktorat der Universität Göttingen ausgezeichnete Hoffmann, der seit 1927 mit Margarete geborene Wagenmann verheiratet war, mit der er drei Kinder hatte, verstarb 1988 86-jährig in Kiel.

## Schriften (Auswahl)
- Das Problem der letzten Dinge in der neueren evangelischen Theologie. Vandenhoeck & Ruprecht, Göttingen 1929.
- Die Frage des Lehramts und der Lehrgewalt im Luthertum. In: Zeitschrift für systematische Theologie 17 (1940), S. 37–70.
- Der Kleine Katechismus als Abriß der Theologie Martin Luthers. In: Luther, 1959, 2, S. 49–63.
- Die Predigt als Zwiegespräch. In: Festschrift für Prof. Dr. Karl Heinrich Rengstorf, Konventuale des Klosters Amelungsborn, zum 60. Geburtstage am 1. Oktober 1963, S. 55–70.
- Das Beichtgeheimnis. Rede anlässlich der feierlichen Eröffnung des Rektoratsjahres 1964/65 am 1. Juni 1964. Hirt, Kiel 1965.
- Wahlen und Ämterbesetzung in der Kirche. In: Festschrift für Erich Ruppel zum 65. Geburtstag am 25. Januar 1968. Lutherhaus Verlag, Hannover 1968, S. 164–196.

Als Herausgeber
- Balthasar Mentzers Handbüchlein. Ein Abriß der christlichen Grundwahrheiten. Vandenhoeck und Ruprecht, Göttingen 1938.
- mit Karl Heinrich Rengstorf: Stat crux dum volvitur orbis. Eine Festschrift für Landesbischof D. Hanns Lilje Abt zu Loccum zum sechzigsten Geburtstag am 20. August 1959. Lutherisches Verlagshaus, Berlin 1959.